# Boris Savinkov
Pour les articles homonymes, voir Savinkov.
Boris Viktorovitch Savinkov (en russe : Борис Викторович Савинков) (nom de guerre : Viktor Ropchine), né le 31 janvier 1879 à Kharkov (Empire russe) et mort le 7 mai 1925 à Moscou (RSFS de Russie), est un écrivain, terroriste et révolutionnaire russe, l'un des dirigeants de l'Organisation de combat des SR, la « Brigade terroriste » du Parti socialiste révolutionnaire.

## Biographie

### Premières années
Boris Savinkov est né à Kharkov (Kharkiv aujourd'hui) dans une famille de la petite noblesse de la ville. Son père, Viktor Mikhaïlovitch, est ami du procureur militaire du tribunal de Varsovie. Pour ses vues trop libérales, il est licencié puis prend sa retraite. Il meurt en 1905 dans un hôpital psychiatrique. Sa mère, Sophia Alexandrovna, née Iarochenko ( 1852/1855-1923, Nice), sœur de l'artiste Iarochenko, est journaliste et dramaturge, auteure d'une chronique révolutionnaire sur les tourments vécus par ses fils (écrite sous le pseudonyme de S. A. Chedil).
Boris Savinkov étudie au gymnasium de Varsovie, où il est collègue du révolutionnaire Ivan Kaliaïev, puis à l'université de Saint-Pétersbourg, d'où il est expulsé pour participation à des manifestations étudiantes. Il étudie aussi quelque temps en Allemagne, à Berlin et à Heidelberg. En 1897, il est arrêté à Varsovie pour activités révolutionnaires. En 1898, il est membre de différentes organisations socialistes (dont Socialiste et Bannière ouvrière).
En 1899, il épouse Vera Glebovna Ouspenska, la fille de l'écrivain Gleb Ouspenski. Le couple aura deux enfants. Il publie dans la revue Pensée et Travail, puis est actif dans le groupe de propagandistes Union pétersbourgeoise de lutte pour l'émancipation de la classe ouvrière.

### Années terroristes et révolutionnaires
En 1901, il est arrêté et envoyé à Vologda, où il est nommé durant quelque temps secrétaire de la consultation des avoués auprès du tribunal du district. C'est là qu'il prend conscience de ses dispositions comme terroriste. C'est aussi lors de cet isolement en province qu'il commence à écrire, comme l'ont fait Remizov et Berdiaev.
Boris Savinkov est responsable de nombreux assassinats de fonctionnaires en 1904 et 1905. Il monte notamment l'attentat qui coûte la vie au ministre de l'Intérieur Viatcheslav Plehve le 15 juillet 1904. Il est livré par Yevno Azev, chef des terroristes et agent double, qui préparait les attentats et livrait ensuite ses camarades à l'Okhrana. En 1905, Boris Savinkov est condamné à mort pour avoir organisé l'assassinat du grand-duc Serge, dont l'exécutant est Ivan Kaliaïev. Il est gracié et semble alors mettre fin à sa double carrière de révolutionnaire et d'écrivain.
Pourtant, dès 1906, Boris Savinkov prépare à Sébastopol l'assassinat du commandant de la flotte de la mer Noire, l'amiral Tchouknine. Il est à nouveau arrêté et condamné à mort, mais il parvient à s'enfuir en Roumanie. Puis, passant par la Hongrie, l'Allemagne et la Suisse, il arrive finalement en France où il s'installe à Paris et rencontre Zinaïda Hippius et Dimitri Merejkovski dont il devient le « protégé ». En 1909, il écrit Souvenirs d'un terroriste et, la même année, Le Cheval blême. En 1914, il publie un roman, Ce qui ne fut pas. Les socialistes-révolutionnaires étaient sceptiques quant à cette activité littéraire de Savinkov, n'y voyant que des pamphlets politiques et exigeant son expulsion du parti.

#### La Révolution russe

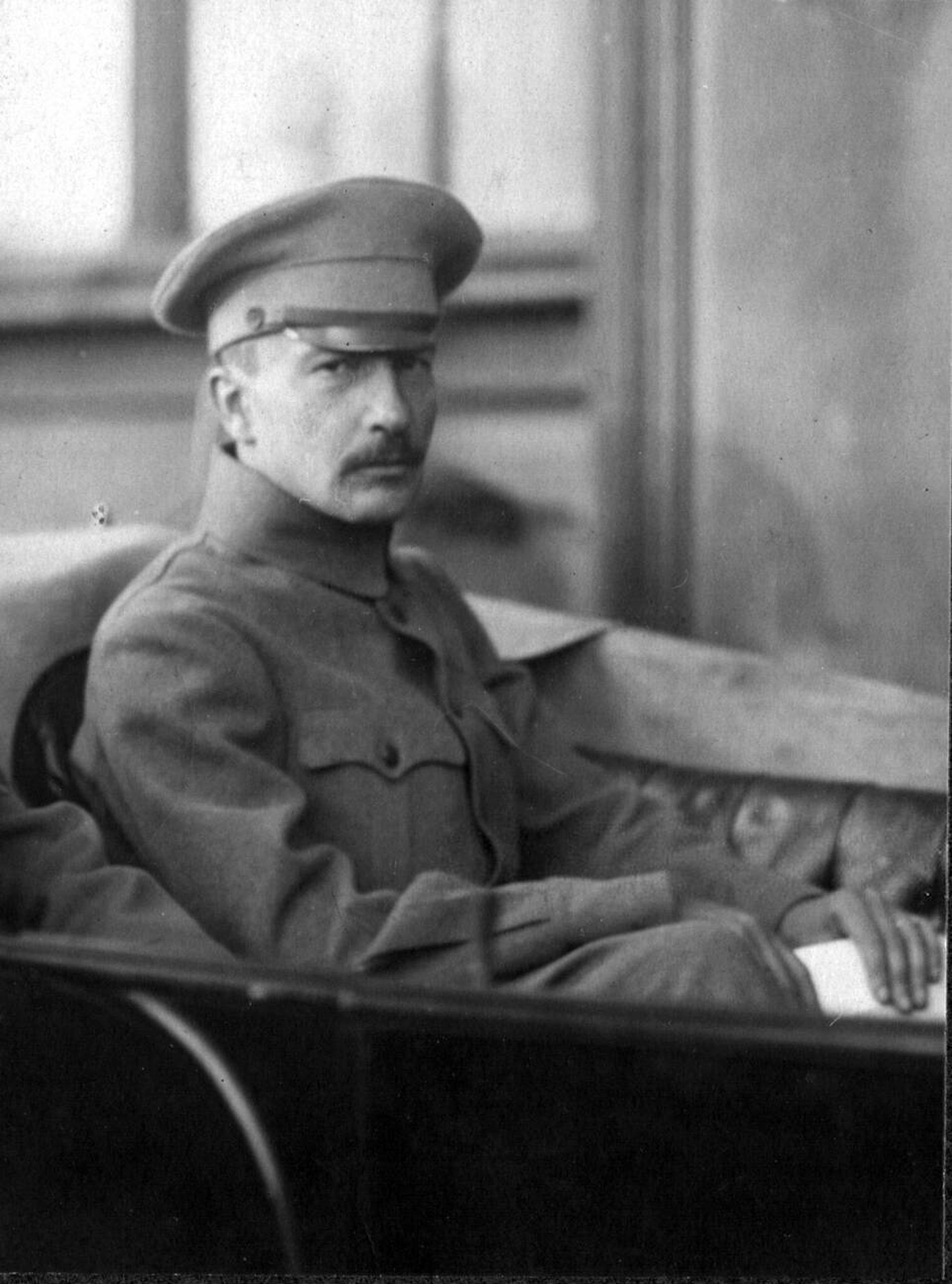
Boris Savinkov en août 1917, alors sous-secrétaire au ministre de la Défense dans le gouvernement provisoire.

Il retourne en Russie en avril 1917 et devient sous-secrétaire au ministre de la Défense sous Kerenski, mais il est rapidement expulsé par le gouvernement et le Parti socialiste-révolutionnaire pour son rôle lors du putsch du général Kornilov en septembre 1917.
Il lutte contre les bolcheviks en Russie durant la période succédant à la révolution d'Octobre. Pendant la Guerre russo-polonaise de 1920, il organise une « armée populaire russe » qui se bat aux côtés des troupes du maréchal Piłsudski. Cette entreprise échoue :

« [Boris Savinkov] chassé de Pologne par Pilsudski, décidé à se passer de ses services au lendemain de l'armistice signé avec Moscou, tente une opération de récupération des Verts  au moment où les insurrections paysannes se multiplient contre le gouvernement soviétique. Il essaie de se présenter en Occident comme l'inspirateur ou le coordinateur des armées vertes dont la plupart des chefs, sans parler de leurs membres, n'ont aucun contact avec lui et [n'ont] sans doute jamais entendu parler de lui. Il organise lui-même un détachement, qu'il baptise « vert ». »

— Jean-Jacques Marie, Histoire de la guerre civile russe
Or, ses ambitions exigent de l'argent, que lui et ses collègues cherchent du côté des puissances étrangères. Son représentant à Varsovie, Dima Filosofov, insiste : 

« Je répète pour la énième fois que tout dépend de l'argent [...]. Des émeutes peuvent éclater à tout moment et, s'il ne nous est pas possible de les soutenir, il est probable qu'elles seront réprimées. Même Boris Savinkov ne sera pas à même d'aller là-bas faute d'une aide financière suffisante. En d'autres termes, de l'argent, de l'argent ! »

— Dima Filosofov cité dans Jean-Jacques Marie, Histoire de la guerre civile russe
Ce même représentant affirmera que la seule parole de Savinkov pourra faire se soulever « vingt-huit districts, y compris Petrograd, Smolensk et Gomel. D'autre part, les Ukrainiens se sont ralliés à nous et ont accepté d'agir en coordination avec nous. Nous avons des contacts avec environ vingt autres gouvernements dans des districts éloignés ». Or, encore une fois selon l'historien Jean-Jacques Marie, « ce n'est là que bluff destiné à soutirer de l'argent aux gouvernements occidentaux ; l'envoyé de Savinkov invente une influence imaginaire de ce dernier dans les insurrections paysannes vertes [...] Mais Savinkov n'y est pour rien. Afin d'obtenir de l'argent, il sollicite Mussolini qui le reçoit, lui fait un grand discours mais ne lui donne pas une lire. Savinkov repart en Russie animer une petite bande anti-bolchevique qu'il qualifie de « verte » et qui ravage quelques kilomètres carrés du nord de la Biélorussie ».
Dans Le Cheval Noir, Boris Savinkov décrit la difficulté qu'il éprouve à maintenir le contrôle sur cette bande tout en lui interdisant des comportements criminels :

« Les Juifs se sont enfuis dans les bois avec leurs vieux, leurs femmes, leurs enfants, leurs vaches, leur barda. À leurs yeux, nous ne sommes pas des libérateurs, mais des assassins et des pillards. Si j'étais à leur place, je me serais enfui, moi aussi. »

— Boris Savinkov, Le Cheval Noir, cité dans Jean-Jacques marie, Histoire de la guerre civile russe, p. 294
Pourtant, dans sa troupe, les pogroms, les pillages et le viol sont rigoureusement interdits. Sous peine de mort. « Mais je sais qu'hier les hommes du deuxième escadron jouaient aux cartes pour des montres et des bagues ; que le capitaine Jgoune a pillé une boutique juive ; que les uhlans ont des dollars américains ; qu'on a trouvé dans la forêt le cadavre mutilé d'une femme. Fusiller les coupables ? J'en ai déjà fait fusiller deux. Mais on ne peut quand même pas fusiller la moitié du régiment ».

### Exil et mort

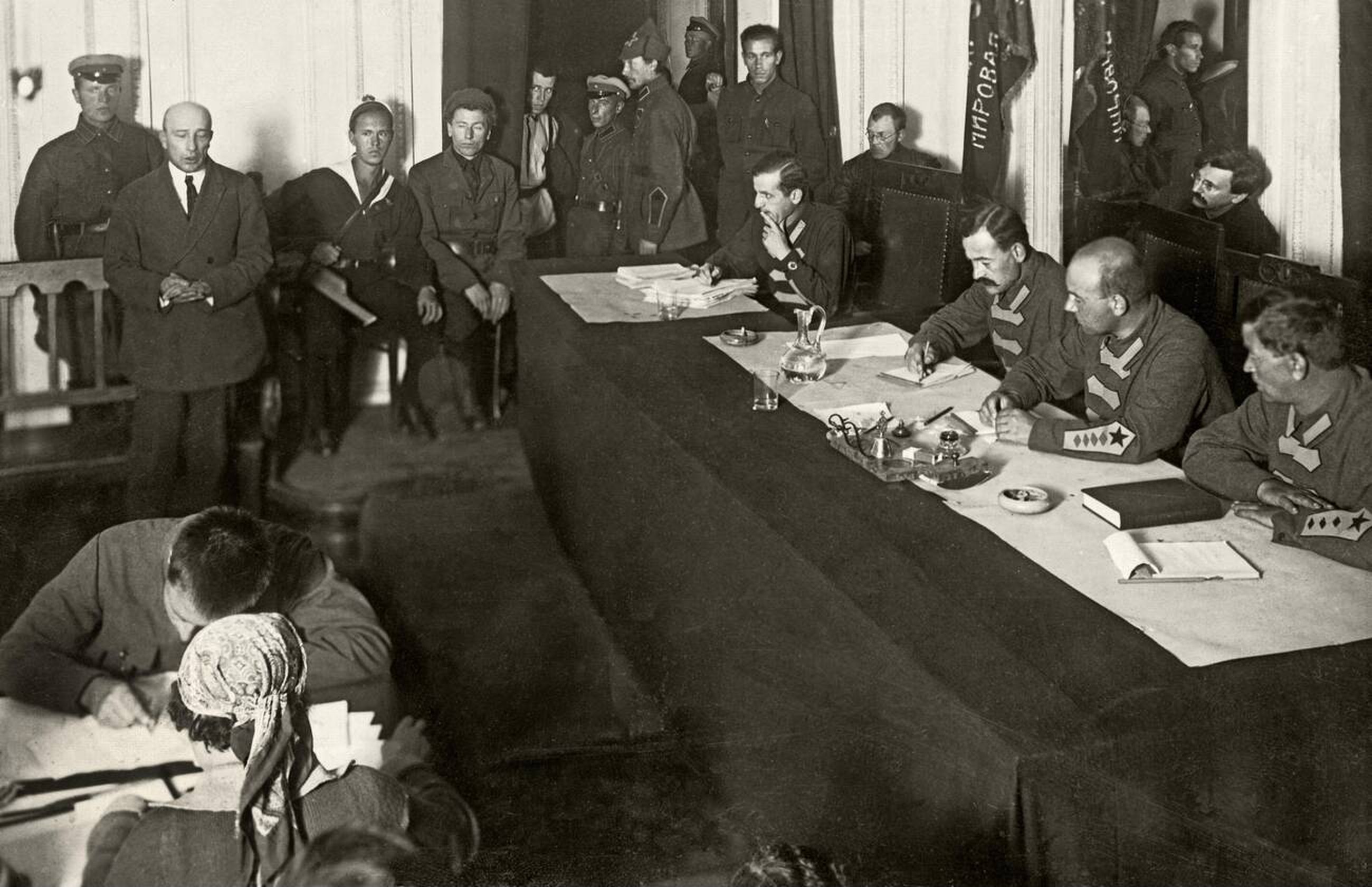
Savinkov (en haut à gauche, devant le soldat) jugé devant le Collège militaire de la Cour suprême de l'URSS le 26 10 1924.

Par la suite, Boris Savinkov vit en exil à Prague et à Paris. Piégé par les services secrets soviétiques, qui lui « font croire à l'existence d'une organisation clandestine antisoviétique prête à engager le combat sous sa direction », il retourne en URSS en 1924. Il est arrêté, torturé par la Tchéka et jugé le 30 août 1924. Il reconnaît avoir fomenté l'attentat contre Lénine par le biais de Fanny Kaplan et avoir reçu de l'argent du président tchécoslovaque Tomáš Masaryk à cette fin.
Il est d'abord condamné à mort. Puis après plusieurs aveux, sa peine est commuée en dix ans de réclusion. Selon la version officielle, il s'est suicidé dans la prison de la Loubianka, à Moscou. Selon Alexandre Soljenitsyne, il aurait été assassiné par des agents de la Guépéou.
En 2004, un film (en) est réalisé à partir de son autobiographie Le Cheval blême, par le cinéaste russe Karen Chakhnazarov.

## Critique
Son livre Souvenirs d'un terroriste et le récit de l'attentat contre le grand-duc Serge inspireront à Albert Camus sa pièce de 1949, Les Justes.
Pour Ettore Lo Gatto, Savinkov garde une place dans la littérature russe pour deux raisons. La première est qu'il s'est inséré dans un filon idéologique typique : son premier roman est le drame d'un révolutionnaire terroriste qui se pose le problème du droit de tuer. La seconde parce que son réalisme narratif tente de rendre les expériences les plus modernistes dans une période de lutte entre modernisme et tradition.
Dans son essai intitulé Mes Bibliothèques, l'écrivain russe Varlam Chalamov cite comme livre qui marqua son destin le roman de Savinkov Ce qui ne fut pas , qu'il a lu en 1918, et dont il connaissait de nombreux extraits par cœur.

## Traductions en français
- Souvenirs d'un terroriste. Traduit du russe par Bernard Taft, Payot, 1931. 2e trad. par Régis Gayraud, Champ Libre, 1982.  (ISBN 978-2851841360)
- Ce qui ne fut pas,, écrit en 1912 trad. J.W. Bienstock, Payot, 1921 (rééd. Éditions 13bis, 1985 ; rééd. dans une traduction révisée par Michel Niqueux, Prairial, 2017).Publié en Russie sous le pseudonyme de Ropchine.  (ISBN 979-10-93699-11-0)
- Le Cheval blême, écrit en 1909, trad. et prés. Michel Niqueux, Phébus, 2003 (rééd. coll. Libretto, 2008).  (ISBN 978-2-36914-224-9)
- Cheval noir - En prison, écrit en 1924, trad. Luba Jurgenson, Anabet, 2008.  (ISBN 978-2352660439)